# Doľany (okres Pezinok)
Doľany (Hongaars:Ottóvölgy) is een Slowaakse gemeente in de regio Bratislava, en maakt deel uit van het district Pezinok.
Doľany telt 1022 inwoners.